# Фантастичні дні
«Фантастичні дні» (кор. 원더풀 데이즈) — анімаційний південнокорейський фантастичний фільм 2003 р. сценариста і режисера Кім Мун-Сенга, виробництва Masquerade Films, Maxmedia LLC і Tin House Productions. Жанр — постапокаліпсис, антиутопія, бойовик. Найдорожчий анімаційний фільм Південної Кореї. В аніме використовувалися фони з фотореалістичними комп'ютерними зображеннями, високодеталізовані моделі й анімовані персонажі, як у фільмі Final Fantasy: The Spirits Within. В Україні «Дивовижні дні» неодноразово показувався телеканалами «Тоніс», QTV і «ТЕТ»[джерело?].

## Передісторія
В основі передісторії фільму лежить якась глобальна катастрофа на Землі, що сталась приблизно в 2030-2040-х рр. Точно відомо, що місто Екобан, де відбуваються головні події, було засновано уцілілими поселенцями в 2042 р. Сюжет аніме бере свій початок сто років потому — у 2142 р.
Прослухавши пролог одного з головних персонажів — мешканки Екобану Джей — можна припустити, що планета пережила як мінімум два грандіозних катаклізми — колосальний зсув літосферних плит або надмірно активна сейсмічна активність (мегаземлетрус, мегацунамі, зрушення земної осі тощо) і широка пандемія. Не виключаються і версії Третьої світової війни чи екологічної катастрофи.

## Сюжет
Фільм починається розповіддю Джей — її голос за кадром коротко інформує глядача безпосередньо перед самим переглядом аніме:
«Наскільки я пам'ятаю, дощ ішов завжди. Легенда свідчить, що до катастрофи на нашій планеті були величезні континенти і великі міста. Але тепер вони лише померкла слава минулих часів. Передбачаючи катастрофу, наші предки втекли на острів Сесіл у Тихому океані, де спорудили новий Ноїв ковчег, — самостійно зростаюче місто Екобан. Екобан харчується відходами, що забруднюють навколишнє середовище. Тисячі людей на човнах кинулися до нього в пошуках порятунку, але Екобан зупинив заражених біженців, не дозволивши їм проникнути у місто».
2142 рік. Співробітниця Екобану Джей прибуває на одну з баз Мара (територія поза міста) до свого командира. На базі сильно штормить, погода продовжує гіршати. Дівчина вимагає у нього припинити всі роботи з причини того, що «людям тут загрожує небезпека», і у відповідь отримує відмову, наповнену огидними відгуками на адресу працівників Мара. У цей момент лунає вибух, на базі відбувається аварія, в результаті якої руйнується одна з установок, ховаючи під своїми уламками людей, що не встигли зреагувати. Керівник маріан звертається до керуючого з проханням евакуювати вцілілих, але отримує наказ від екобанця «відчепити платформу, щоб зберегти обладнання». Маріанин відмовляється, і отримує удар ногою в грудну клітку, а Джей отримує наказ пристрелити бунтаря. Але, оскільки в обов'язки дівчини це не входить, екобанцю доводиться самому його виконати. Помічник маріанина отримує той же наказ, що раніше і його начальник, і він відчеплює платформу. Всі люди, що знаходяться там, гинуть. У препоганому настрої Джей вирушає назад в Екобан.
Прибувши в місто, Джей повідомляє начальника Служби Безпеки про дії керуючого. Її товариш по службі погоджується з нею і обіцяє повідомити про це безпосередньо губернатору, а саму дівчину через пригнічений настрій вирішує перевести на легшу роботу — внутрішнє патрулювання.
Екобан святкує сторіччя свого існування. Тим часом якийсь незнайомець знищує охорону, проникає в серце міста — систему Делос — і зламує паролі безпеки. Спрацьовує тривога. Командир Служби Безпеки на чолі патруля вирушає на перехоплення порушника і віддає наказ Джей з'явитися на місце злочину. У результаті дівчина перехоплює непроханого гостя в Сховищі Часу (своєрідний музей, де зберігаються пам'ятки минулого) і впізнає в ньому свого друга дитинства Шуа, якого досі вважала загиблим. Патруль запізнюється — Шуа встигає вислизнути, зістрибнувши з парашутом у район Мара.
На нараді лідери Екобану приходять до висновку, що єдиною людиною, хто добре знає систему Делос, це її творець — доктор Ной. Отже, порушник діяв під його керівництвом. У результаті губернатор віддає наказ керуючому підготуватися до початку операції з розширення зони забруднення (це дасть енергії Екобану ще на 50 років).
У Марі Шуа передав скопійовані дані доктору Ною, який з'ясував, що в системі Делос закінчується пальне, а площа забруднення зменшується. Старий коротко описав похмуру картину (для екобанців), що відбудеться, якщо Екобан припинить своє існування. Шуа вирушає в центр Мара, щоб забрати Вуді, — хлопчину, про якого він піклується. Маріане з'являються тепер дещо в іншому світлі, оскільки деякі з них озброєні вогнепальною зброєю (автомати, пістолети і гранатомети) і нагадують розрізнені бандитські формування, що борються за право жити.
Джей згадує дитячі роки, проведені з Шуа, який вже тоді марив про «синє небо» і «Гібралтар, де воно завжди синє», завдяки розповідям доктора Ноя. Вона вирушає в Мар, в надії зустріти його. Там поступово розгораються перші зачатки бунту, і дівчина мало не гине від пострілу гранатомета — її рятує вчасно встиг Шуа на мотоциклі, який зумів відволікти стрільця. Нарешті Джей і Шуа залишаються наодинці, але зустріч закінчується нічим, оскільки вони тепер по різні сторони барикад.
Банда маріан робить напад на один з екобанських конвоїв. Не знаючи про таємний передавач, вони приводять екобанців прямо в своє лігво, які знищують ворога. Шуа бореться з товаришем Джей по службі, який, не знаючи про присутність останньої, розповідає правду про те, чому дівчина не знала істинні причини зникнення свого друга, і випадково ранить Вуді. Розуміючи, що правда розкрита, він іде у пригніченому стані. Тим часом у кадр потрапляють вітряні станції, лопаті яких починають повільно обертатися.
Екобан готується до останнього ривка з розширення зони забруднення. Залишки маріанської банди, поховавши своїх товаришів, вирішують допомогти Шуа і доктору Ною. Шуа проникає в місто на глайдері, а група маріан таранить екобанські стіни за допомогою вантажівки, відволікаючи на себе увагу і жертвуючи своїми життями.
Розв'язка відбувається в центрі Делос. Прорахувавши всі ходи, начальник СБ випереджає Шуа в останній момент, поранивши його з пістолета, і не дає йому помістити кристал у систему. Однак на його очах це робить Джей, яку кілька секунд потому ранить керівник Екобану. Останній гине від кулі товариша по службі Джей. Він натискає останню комбінацію, необхідну для руйнування міста, рятує Шуа і Джей в якомусь кристалічному куполі Делоса, і вмирає, просто розчиняючись у повітрі. Екобан руйнується. Шуа, Джей, доктор Ной та інші маріане здивовано споглядають сонце, що з'явилося вперше за останні сто років. Вітер підіймає глейдер у синє небо і, за іронією долі, виявляється, що Гібралтар, в який ніхто не вірив, це і є той самий острів Сесіл, на якому жили маріане і екобанці.

## Персонажі
Джей (англ. Jay) — 20-25-річна співробітниця СБ і мешканка Екобану. Неодноразово виступала на захист маріан, вважаючи їх рівними. Не відчуває задоволення від своєї роботи. За характером — песимістична, справедлива, відверта. Фактично перейшла на бік повстанців. Переживає ніжні почуття до друга дитинства Шуа, які розгорілися тільки сильніше разом з його появою. Разом з Шуа вижила після руйнування Екобану.
Шуа (англ. Shua) — 20-25-річний житель Мара, в дитинстві жив в Екобані. Цікавився розповідями доктора Ноя про синє небо та Гібралтар. У майбутньому став його помічником. Дружив з Джей і був з нею в досить близьких стосунках, чим постійно заважав товаришеві дівчини по службі. Був помилково звинувачений у вбивстві офіцера СБ Екобану і скинутий в океан. За характером — похмурий і замкнутий персонаж, чудово звертається зі зброєю, вміє стрибати з парашутом і літати на глейдері. Разом з Джей вижив після руйнування Екобану.
Доктор Ной (англ. Dr. Noah) — творець системи Делос. Покинув Екобан за свої міркування. «Вчитель» Шуа. У нього під опікою є маленька дівчинка, проте за сюжетом незрозуміло, чи то його родичка (внучка), чи то просто стороння дитина.
Кейд (англ. Cade) — голова Служби Безпеки Екобану. Закоханий у Джейн з самого дитинства. Захистив її від офіцера безпеки, заколовши останнього ножем, і, разом з тим, перекинув провину на Шуа. Приховав від Джей правду. Щиро ненавидів Шуа, але в кінці фільму пожертвував собою, щоб врятувати життя Шуа і Джей, і власноруч запустив програму самознищення Екобану.

### Термінологія
Керівник (англ. Governor) — 35-40-річний заступник губернатора Екобану. Жорстокий, цинічний, егоїстичний. Вважає маріан худобою, а екобанців — елітою, до якої зараховує і себе. Загинув від руки глави СБ.
Джо, Джон, Девід та інші (англ. John, Joe and so on) — маріане, члени бандитського угруповання Мара. Після смерті одного з друзів Джон очолив уцілілих в нападі на Екобан, щоб здійснити план доктора Ноя.
Вуді (англ. Woody) — хлопчик-маріанин, якого опікає Шуа. Вважає останнього своїм братом. Любить грати на гармошці.
Карен (англ. Karen) — подруга Вуді. Можливо, внучка доктора Ноя. Її знайшла Джей, яка не видала дівчинку екобанцям. Докладніше її походження в сюжеті не розкривається.
Екобан (англ. Ecoban) — «новий Ноїв ковчег», самостійно зростаюче місто, де сховалися люди після глобальної катастрофи; харчується відходами, що забруднюють навколишнє середовище.
Екобанці — жителі міста Екобан. Свого роду, еліта, на яку працюють маріане.
Мар — територія Гібралтару, виключаючи Екобан.
Маріане — жителі Гібралтару, виключаючи Екобан. За твердженням глави СБ, «маріан більше жителів Екобану приблизно вдесятеро». Знаходяться на нижчому щаблі соціальної драбини. Деякі з них сформували бандитські угруповання.

## Тематика
Фільм (крім звичайних — романтичної та боротьби добра зі злом — ліній) акцентує увагу на таких проблемах як екологічний дисбаланс і соціальні відносини.

### Екологічний дисбаланс

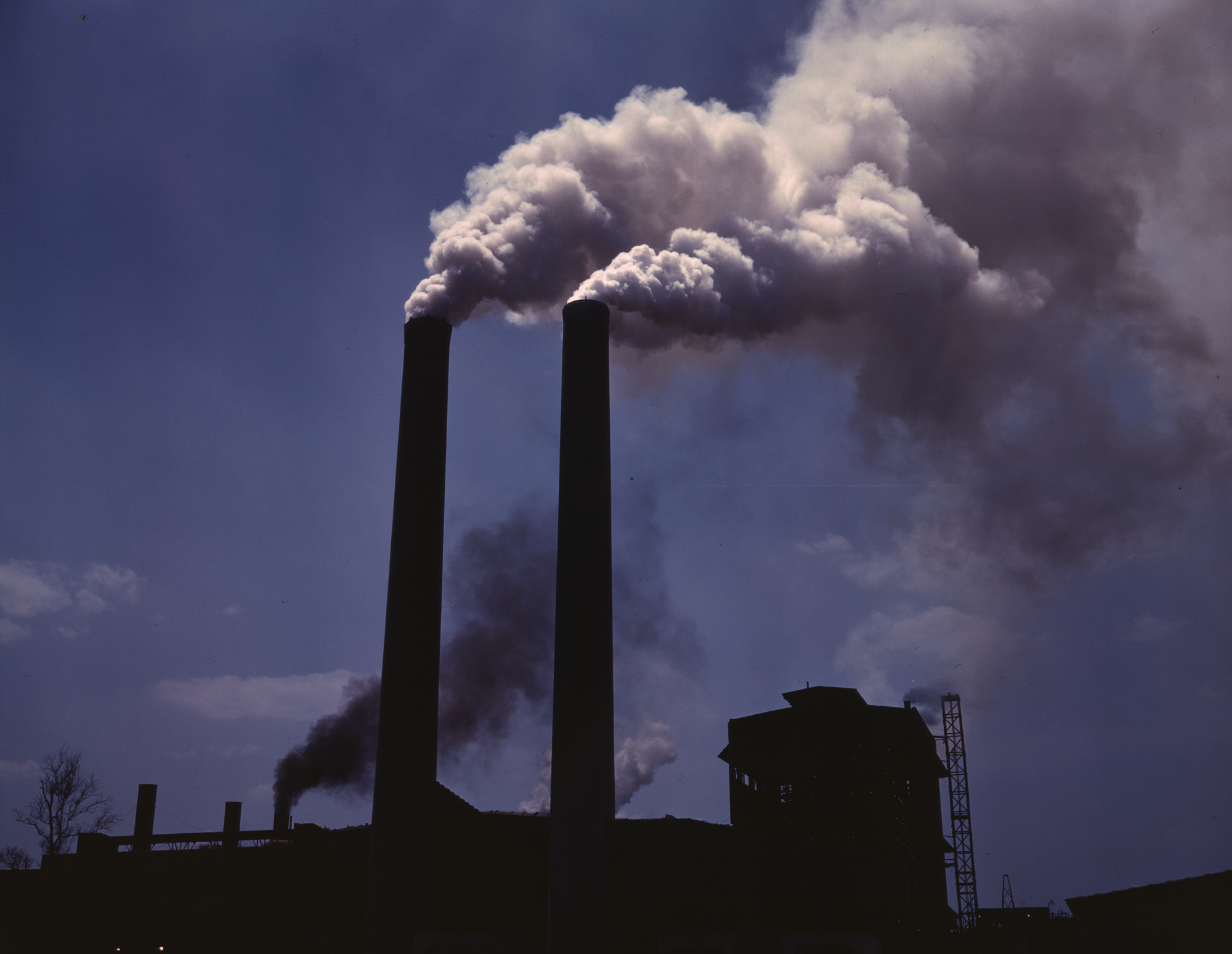
Екологічна тематика є однією з найголовніших тем мультфільму

Суть існування Екобану полягає в постійному розширенні площі забруднення, що суперечить самій концепції збереження природного балансу. Прихований підтекст творців фільму звертає увагу на факт, що «знищуючи планету, людство знищує саме себе». Адже за сюжетом Екобан все одно припинив своє існування, не переступивши межу і в одну сотню років.
Екологічна тема зачіпається протягом усього фільму. Розповіді доктора Ноя і мрії Шуа про синє небо — натяк на природну красу, чарівність і змінність земної атмосфери; вітряні установки, що з'являються в кадрі, згадка Ноя про використання сонячної енергії жителями XXI століття, Сонце, що з'явилося наприкінці аніме, висвітлювавши Гібралтар, — це пропаганда використання альтернативних джерел енергії з причини їх нешкідливості і відновлюваності (вітряні і сонячні електростанції). Нарешті, вкладки природних 1-2 хвилинних заставок та й сам сюжет «Фантастичних днів» (де постійно згадується забруднення навколишнього середовища) обертається навколо екологічної тематики.

### Соціальні відносини
Оскільки фільм створений в жанрах постапокаліпсису і антиутопії, він показує не тільки можливі причини катастрофи, але і розвиток суспільства після цієї самої катастрофи.
В аніме засуджується соціальна несправедливість, яка панує між екобанцями і маріанами. Врешті-решт, головна причина протиріч — Екобан — була зруйнована і нейтралізована. Посилення ворожості міститься не тільки в житті двох шарів суспільства на Гібралтарі, але і в житті двох головних героїв — Шуа і Джей, які опинилися по різні боки барикад. Тільки на відміну від інших мешканців, головні герої змогли знайти компроміс.

### Крах західної цивілізації
Цікавим підтекстом аніме є натяки на можливий крах західної цивілізації. Теорії загибелі західної цивілізації — це теорії, що стверджували або стверджують, що вічне існування західної цивілізації неможливо, і вона приречена на закономірну загибель. Висновок про неминучість краху політичної, економічної і культурної системи західних країн робиться на підставі аналізу екологічних, демографічних, культурних, релігійних, економічних і політичних факторів. Деякі теорії пророкують загибель не лише західної цивілізації, але і всього світу. Загибель західної цивілізації (або всієї земної цивілізації) також є темою багатьох літературних творів і кінофільмів. «Дивовижні дні» не є винятком, тому що містять безліч подібних посилань:
- Багато персонажів аніме мають англійські імена. Те ж саме можна сказати про географічні назви, назви транспорту тощо.
- Сюжет аніме розвивається в Європі (Гібралтар — заморська територія Великої Британії на півдні Піренейського півострова, включає Гібралтарську скелю і піщаний перешийок, що з'єднує скелю з Піренейським півостровом).
- Соціальні проблеми й екологічний дисбаланс особливо актуальні для західної цивілізації.

## Музика
Список саундтреків:
- 01 Jay's Theme [Wonderful Days Main Theme]
- 02 Sky
- 03 Mother Universe [Trailer Version]
- 04 Soaring [Ending Title]
- 05 Woody's Harmonica
- 06 Wonderful Days Theme I [Trailer Version]
- 07 Hellen's Song
- 08 A Prayer
- 09 Aria [English Version]
- 10 Echoban Chase
- 11 Wonderful Days Theme II [Orchestra Version]
- 12 Mar's Theme
- 13 Aria-Dream [Korean Version]
- 14 Wonderful Days Theme III [Piano Version][7][8]

## Виробництво
Виробничий бюджет Wonderful Days — 30 млн доларів (рекорд як для корейської, так і для японської анімації), а робота над фільмом велася сім років. Завдяки цьому картина має досить незвичайне й унікальне технологічне рішення. Самі творці називають цю технологію «Multimation» і поділяють зображення фільму на чотири «шари».
- Всі персонажі фільму намальовані традиційним способом, олівцем на папері. Для передачі світлових ефектів у деяких сценах використані кольорові контури (найчастіше білі). В в аніме це велика рідкість.

- Практично всі неживі об'єкти — такі, як меблі, транспортні засоби, зброя на великих планах — зображені за допомогою тривимірних моделей, причому не стилізованих, як це звичайно буває в мультфільмах, а вельми складних і реалістичних.

- Велика частина фонів являє собою фотографії (а в сценах з рухомою камерою — покадрову зйомку) різних макетів, побудованих спеціально для фільму. Інші фони частково зображені засобами тривимірної графіки, частково — намальовані вручну.

- Усі кадри з небом і хмарами — це натурні знімання реальних погодних явищ. У багатьох випадках знімання велося з частотою кадрів менше стандартної, через що хмари швидко змінюють форму та красиво «клубочаться».

Одночасно всі чотири «шари» присутні не в кожній сцені фільму. Для того, щоб зображення виглядало однорідним, багато елементів кадру часто показуються не в фокусі (наприклад, фон на великих і середніх планах), а чисельні пейзажі оповиті туманом, який згенерований на комп'ютері. Але в початковій сцені туман — справжній, він спеціально знятий на плівку.
«Дивовижні дні» є найдорожчим анімаційним фільмом Південної Кореї. У виробництві фільму були використані 2D анімація, комп'ютерна 3D анімація й традиційний стоп-рух. Значні зусилля та витрати були зорієнтовані навіть на звук: у всіх можливих ситуаціях для саундтреків анімованих мотоциклів використовувалися спеціальні аудіозаписи реальних автомобілів.

### Реліз
Прем'єра фільму відбулася 26 квітня 2003 р. на Фестивалі анімаційного кіно в Ватерлоо (Канада). В деяких західних країнах фільм був випущений під назвою «Блакитне небо» (англ. Sky Blue), який коротший на дві хвилини в порівнянні з корейським оригіналом. Франція та Фінляндія зберегли оригінальну назву. В Японії фільм був адаптований Gainax. Режисер Хіросі Ямага зробив діалоги менш «чужими» для японських глядачів. 17 липня 2003 р. «Дивовижні дні» прийшов у корейське кіно. В Україні Wonderful Days став відомий під назвою «Дивовижні дні» або «Фантастичні дні» та неодноразово демонструвалися телеканалами «Тоніс» і «ТЕТ»
Список фестивалів кіно, де був показан «Дивовижні дні»:
- Sitges International Film Festival, 2003;
- San Sebastian International Film Festival, 2003;
- Cannes Film Festival, 2003;
- Sundance Film Festival, 2004;
- Brussels Fantasy Film Festival, 2004;
- Annecy International Animation Film Festival, 2004;
- Venice Film Festival, 2004;
- Tokyo Film Festival, 2004;
- London Film Festival, 2004;
- Holland Animation Film Festival, 2004;
- San Francisco Film Festival, 2004.

## Нагороди і критика
У 2004 р. фільм отримав Гран-прі в категорії анімації. На Fantasporto 2005 Wonderful Days був номінований на «Найкращий фільм», але не зміг нічого завоювати.
Кевін Томас, «Лос-Анджелес Таймс», 31 грудня 2004-го: «Як і багато інших азійських науково-фантастичних аніме, приголомшливий світ майбутнього заповнюється одномірними характерами, які опинилися в банальному сюжеті».
Журнал VideoWoche про фільм «Дивовижні дні»: «Зростаючу кіноіндустрію Південної Кореї можна пряме порівняннювати з Гонконгом і Японією, зокрема, тому що „Дивовижні дні“ — це багатомільйонний анімаційний і болісний проєкт для міжнародного ринку кіно. У перший повнометражний великобюджетний мультфільму півострова вклали „Матрицю“, „Божевільний Макс 2“ і „Ромео і Джульєтту“. Чарівно красиві зображення при відносно простій історії беруть свій передбачуваний курс. Для східних аніме-фанів це, бузсумнівно, відгук». Детальніше
Рецензія на сайті «Кіно»: «Це абсолютно приголомшливий фільм. Справжнє якісне аніме. Дуже якісне, у всіх сенсах і аспектах. У ньому дивовижно поєднуються комп'ютерна графіка і чудове малювання. Мабуть, пожурити на цю тему можна тільки один момент, коли Шуа летить на своєму глейдере всередині Екобану». Детальніше

## Цікаві факти
- Бюджет фільму становив 30 000 000 доларів, а касові збори — лише 120 000.